# Бабариківська
Бабариківська — зупинний пункт Південної залізниці. Розташований між зупинними пунктами Маяк та 348 км. Пункт розташований поблизу смт. Савинці Балаклійського району. На пункті зупиняються лише приміські потяги. Пункт належить до Харківської дирекції Південної залізниці.
Відстань до станції Основа — 98 км.